# Орхит
Орхит е възпаление на тестиса. Често е съпътстващо заболяване при грип, тиф или епидемичен паротит, но може да се появи и при възпаление на пикочния канал и простатата или вследствие на травма.

## Симптоми
Състоянието, което се среща най-често, се нарича орхиепидидимит – възпаление на епидидима и тестиса. Двете рядко съществуват самостоятелно.
При острия орхиепидидимит пациентът изпитва болка, наблюдава се подуване на тестиса и епидидима, често има висока температура. Болката се засилва при движение. Скротумът е увеличен и зачервен.

## Лечение
Ако причинителят е вирус, не се предприема медикаментозно лечение. При бактериален орхит се предписват антибиотици и противовъзпалителни препарати.